# 282

282(이백팔십이)는 281보다 크고 283보다 작은 자연수다.

## 수학
- 합성수로, 그 약수는 1, 2, 3, 6, 47, 94, 141, 282이다. 진약수의 합은 294이므로, 282는 과잉수다.
  - 제곱 인수가 없는 15번째 과잉수다. 이 성질을 지닌 앞의 수는 258, 다음 수는 318이다. (OEIS의 수열 A087248)
- 29번째 쐐기수다. 앞의 쐐기수는 273, 다음 쐐기수는 285다.
- 회문수다.
- {\displaystyle 95^{2}-1}은 282로 나누어떨어진다.

## 과학
- NGC 282(영어판): 물고기자리 방향에 있는 타원은하.

## 교통
- 일본 282번 국도(일본어판): 이와테현 모리오카시에서 아오모리현 히라카와시까지 이어지는 일본의 국도.
- 현도 제282호선

## 군사
- 282고지 전투: 6·25 전쟁의 전투 중 하나.
- U-282(영어판, 독일어판): 제2차 세계 대전에 사용된 나치 독일의 군용 잠수함.

## 문화유산
- 대한민국의 국보 제282호: 영주 흑석사 목조아미타여래좌상 및 복장유물
- 대한민국의 보물 제282호: 여주 고달사지 쌍사자 석등
- 대한민국의 사적 제282호: 서울 중앙고등학교 서관

## 방송
- LG헬로비전의 가톨릭평화방송 채널 번호.

## 기타
- 연도: 282년, 기원전 282년